# Tractat de Zamora
El tractat de Zamora fou un tractat del 1143 resultant de la Conferència de Zamora en el qual Alfons I de Portugal i Alfons VII de Lleó i Castella signen la pau. El tractat atorga, endemés, la independència “de facto” a Portugal i declara Alfons I Henriques com a sobirà. La conferència es va realitzar amb la presència del cardenal Guido de Vico, representant del papa.

## Història
El rei portuguès, Alfons I Henriques el Conqueridor, inicià una guerra contra el regne de Lleó i Castella després que la família noble gallega dels Trava influenciés la mare d'aquest sobre Galícia. Una actitud que no agradà la noblesa del comtat de Portucalense (Portugal) vist que temia perdre la seva autonomia. El fill, Alfons I Henriques, inicià doncs un llarg període de guerra que es conclou a la Conferència de Zamora on Alfons VII de Lleó i Castella i Alfons I Henriques signen la pau. El rei castellà atorga la independència a Alfons I Henriques, així com el títol de rei. Tanmateix, havent-se proclamat anys abans com a emperador, Henriques seguia sent vassall del rei castellà. Per tal d'adquirir definitivament la seva independència, s'adreçà al papa Innocenci II, proposant-se com el seu vassall. Però el papa li respongués atorgant-li el títol de duc de Portugal. Així, Portugal haurà d'esperar-se 36 anys abans que el papa Alexandre III li atorgui finalment la independència amb la Butlla Manifestis Probatum.